# Halysidota pectenella
Halysidota pectenella är en fjärilsart som beskrevs av Watson 1980. Halysidota pectenella ingår i släktet Halysidota och familjen björnspinnare. Inga underarter finns listade i Catalogue of Life.